# Salix atrocinerea
Salix atrocinerea — вид квіткових рослин із родини вербових (Salicaceae).

## Морфологічна характеристика
Це дерево до 10 (іноді навіть 15) метрів заввишки або кущ. Кущ від 3 метрів. Гілки жовто-коричневі, сіро-коричневі або червоно-коричневі, не сизі, від волосистих чи ворсинчастих до майже голих; гілочки сіро-бурі або жовто-бурі, трохи запушені, волосисті, ворсинчасті чи оксамитові. Листки ніжки 3–15 мм; найбільша листкова пластина від вузької до широко-еліптичної, зворотно-ланцетна, зворотно-яйцеподібна, широко-зворотно-яйцеподібна, 29–105 × 14–52 мм, краї злегка вигнуті, цілі чи городчасті, верхівка гостра, опукла чи загострена; абаксіальна поверхня (низ) сіра, вовниста грубо ворсинчаста до майже голої, адаксіальна — тьмяна чи злегка блискуча, запушена чи волосиста; молода пластинка жовтувато-зелена чи червонувата, гола, вилчаста чи довго-шовковиста на абаксіальній стороні, волоски білі, іноді також залозисті. Сережки квітнуть до появи листя; тичинкова товста, 11–16 мм; маточкова товста, 11–18 мм. Коробочка 5–7 мм. 2n = 76.

## Середовище проживання
Північна Африка (Бельгія, Франція (у т. ч. Корсика), Ірландія, Італія (у т. ч. Сардинія), Нідерланди, Португалія, Іспанія, Велика Британія) й Західна Європа (Алжир, Марокко, Туніс); інтродукований до США. Вид можна зустріти в струмках, струмках, долинах, озерах і на болотистій місцевості поблизу джерел води. Може жити на різних ґрунтах, але воліє рости на вапняних ґрунтах і на відкритому сонці. Гібридизується з іншими видами Salix. Він погано переносить екстремальні температури.

## Використання
Деревина цієї рослини використовується для виробництва палива та побутових товарів. Він надає екосистемні послуги, такі як очищення ґрунтів і запобігання ерозії.